# Погорелко, Александр Константинович
Александр Константинович Погорелко (1848—1913) — харьковский городской голова в 1900—1912 годах, адъюнкт-профессор Харьковского технологического института.

## Биография
Сын обер-офицера.
Воспитывался в 5-й Санкт-Петербургской и 3-й Харьковской (1866) гимназиях. В 1871 году окончил Харьковский университет по физико-математическому факультету и был оставлен для приготовления к профессорскому званию.
В 1873 году защитил диссертацию «О соотношении между показателем преломления света и другими свойствами тел» и получил звание приват-доцента, а в следующем году, по избранию факультета, был допущен к чтению лекций по теоретической физике. В 1878 году, по защите диссертации «Исследование некоторых частных случаев движения жидкостей», был избран доцентом университета и командирован на полтора года за границу, где работал в лабораториях под руководством Гельмгольца и Квинке по вопросу о деформациях твердого тела под влиянием электрических давлений. В 1885 году перешел в Харьковский технологический институт на должность адъюнкт-профессора по физике. Дослужился до чина статского советника (1886). Состоял вице-председателем харьковского Общества опытных наук, в котором часто читал рефераты по различным научным вопросам.
С 1898 года избирался гласным Харьковской городской думы, а с 1900 года — и городским головой, будучи трижды переизбираем на эту должность. В 1905 году принимал участие в съезде земских и городских деятелей в Москве.
Умер в 1912 году в Кисловодске. Был похоронен на Иоанно-Усекновенском кладбище.
Был женат, имел семерых детей, один из них: Павел (1904—1978) — советский физик, конструктор, специалист в области радиолокации.

## Награды
- Орден Святого Станислава 2-й ст.
- Орден Святой Анны 2-й ст.
- Орден Святого Владимира 4-й ст. (1901)

## Сочинения
- Исследование некоторых частных случаев движения жидкостей. — Харьков, 1877.
- Электрическое освещение городов: доклад, читанный в Харьковском отделении Русского технического общества. — Харьков, 1897.